# 海因茨·赖内法特

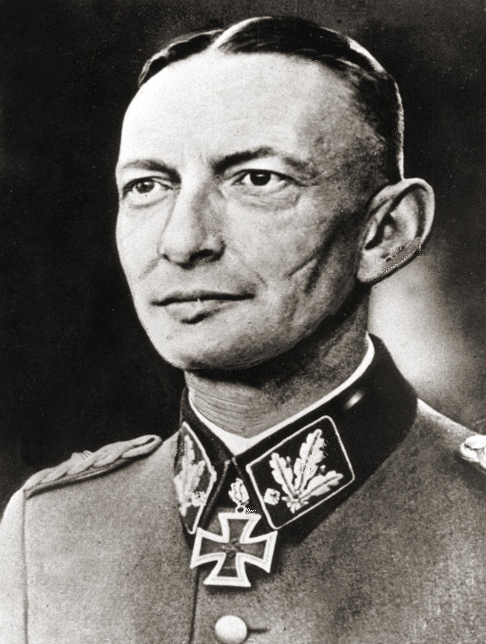
海因茨·赖内法特

海因茨·赖内法特（Heinz Reinefarth，1903年12月26日—1979年5月7日）是一位纳粹德国党卫队指挥官。1944年华沙起义期间，其麾下部队犯下多起战争罪行。战后，赖内法特出任威斯特兰的市长，并當選石勒苏益格-荷尔斯泰因地區議會議員。德方从未接受波兰方面提出的引渡要求，赖内法特也从未被判定犯有任何战争罪。